# سان مارتینو سولا ماروچینا
سان مارتینو سولا ماروچینا (به ایتالیایی: San Martino sulla Marrucina) یک کومونه در ایتالیا است که در استان کییتی واقع شده‌است. سان مارتینو سولا ماروچینا ۷ کیلومتر مربع مساحت و ۱٬۰۲۹ نفر جمعیت دارد و ۴۲۰ متر بالاتر از سطح دریا واقع شده‌است.